# Лінія життя (фільм, 2008)
«Лінія життя» — кінофільм 2008 року.

## Зміст
Усі знайомі Джесі почали вважати його параноїком. Йому постійно здається, що за ним невідривно йде якийсь чоловік, який планує вбити його. Ці думки позбавляють героя душевної рівноваги та змушують здригатися від кожного шереху. Та чи дійсно існує ця небезпека? Чи таємничий незнайомець лише галюцинація?

## Ролі
| Актор         | Роль |
| ------------- | ---- |
| Ед Епплбі     | -    |
| Адам Лолачер  | -    |
| Хуан Рідінгер | -    |
| Ешлі Роуз     | -    |

## Знімальна група
- Режисер — Грегорі Мілн, Matthew Seagle
- Сценарист — Аарон Голден
- Продюсер — Грегорі Мілн, Пейдж Остроу, Matthew Seagle
- Композитор — Джеймс Рейну